# يسون غورديلو
يسون غورديلو (بالإسبانية: Yeison Gordillo)‏ (25 يونيو 1992 في كولومبيا - ) هو لاعب كرة قدم كولومبي في مركز الوسط. لعب مع إنديبنديينتي سانتا في وBoyacá Chicó F.C. ‏.

## وصلات خارجية
- يسون غورديلو على موقع قاعدة بيانات كرة القدم.إي يو (الإنجليزية)
- يسون غورديلو على موقع Soccerway.com (الإنجليزية)
- يسون غورديلو على موقع عالم كرة القدم.نت (الإنجليزية)
- يسون غورديلو على موقع AS.com (الإسبانية)